# Mientras llueve
Mientras llueve es una novela del escritor colombiano Fernando Soto Aparicio, publicada en 1966. Consta de dos partes: la primera, titulada "Pórtico", es de corte introductorio; la segunda, titulada "Celina", está compuesta por cartas y anotaciones en un diario de hechos ocurridos entre 1954 y 1964.

## Argumento
Celina Franco Valdivia deja la fundación ficticia de Macolla de Guafa, en los Llanos del Casanare, para mudarse a la residencia de sus padres en el ficticio municipio de San Juan del Alba en Boyacá. Jacinta, su madre, la obliga a matrimoniarse con Jacobo Cortés, un anciano millonario del pueblo. Antes del compromiso, Celina se enamora de Fernando, un joven poeta que ronda su edad. Ella decide acostarse con él el día previo a la ceremonia nupcial. Menos de un mes después de la boda, Jacobo muere envenenado. Celina es acusada de homicida y condenada a veinticuatro años de prisión.
En 1964, diez años después de la condena impuesta a Celina, Fernando —convertido ya en escritor conocido— se topa con Celina en una cafetería. Dudando de si la han puesto en libertad o si se ha escapado de la cárcel, Fernando la busca, encontrándola en una casa de huéspedes donde funciona una cantina y se practica la prostitución. Entró a la habitación 8 y la encontró repasando su diario. Días después, durante una tormenta que azota el sur de Bogotá —donde Celina reside—, Fernando decide buscarla para prestarle ayuda. Al llegar a la casa la encuentra inundada y con dos bomberos que le comunican que han hallado el cadáver de una mujer que no murió por la inundación. Al no hallar a Celina, entra a su cuarto y saca del cajón de una mesa unos papeles unidos por un par de ganchos metálicos. Es el diario de Celina.